# 금동관음보살입상
금동관음보살입상(金銅觀音菩薩立像)의 다른 뜻은 다음과 같다.
- 금동관음보살입상 (국보 제128호)
- 금동관음보살입상 (보물 제927호)
- 부여 규암리 금동관음보살입상 (국보 제293호)

## 같이 보기
- 금동보살입상
- 금동여래입상
- 제목에 "금동관음보살입상" 항목을 포함한 모든 문서

| Disambiguation icon | 이 문서는 명칭이 같고 같은 종류에 속하는 여러 대상을 연결하는 색인 문서입니다. |